# Юстус и Пастор
 Юстус и Пастор  (лат. Justus, Pastor, + 304 г., Алькала-де-Энарес, Испания) — святые Римско-Католической Церкви, мученики.

## Агиография
Юстус и Пастор почитаются в Католической Церкви как раннехристианские мученики и почитаются покровителями городов Алькала-де-Энарес и Мадрида. Во время гонений христиан при правлении римского императора Диоклетиана Юстусу было 13 лет, а Пастору — 9 лет. Они были подвергнуты пыткам за исповедание христианства и обезглавлены в городе Алькала-де-Энарес. Об их мученичестве написал римский поэт Пруденций. Мощи святых Юстуса и Пастора были обнаружены в VIII веке, доставлены в собор города Алькала-де-Энарес и захоронены в алтаре кафедрального собора, где они находятся в настоящее время и доступны для почитания.
О широком почитании святых Юстуса и Пастора в средневековой Европе свидетельствуют кафедральный собор в городе Нарбонна (Франция), церковь в Барселоне (Испания), которые освящены в их честь.
День памяти в Католической Церкви — 6 августа.

## Культура
Юстус и Пастор стали широко известны благодаря упоминанию их имён в фильме «Другие» режиссёра Алехандро Аменабар.

## Источник
- Bénédictins de Ramsgate, Dix mille saints, dictionnaire hagiographique, Brepols, 1991.
- R. Aymard, Les Pyrénées au miroir de leur toponymie, T. III, Pyrénées sacrées, Uzos, R. Aymard, 1997